# Medveji (Saràtov)
|  | Per a altres significats, vegeu «Medveji». |

Medveji (en rus: Медвежий) és un poble (un possiólok) de l'óblast de Saràtov, a Rússia, segons el cens del 2010 no tenia cap habitant. Pertany al districte municipal de Líssie Gori.